# 香草乙酮
香草乙酮也称乙酰香草酮、3-甲氧基-4-羟基苯乙酮，它是一种天然的有机化合物，结构上和香草醛相似，可从一些植物中提取出来，其药理学性质也有研究。
它最初由德国药理学家奥斯瓦德·史密德柏格于1883年发现，并由Horace Finnemore于1908年从夹竹桃麻中首次分离出来。
它在酸性条件下可以被二氧化氯氧化。